# Johan von Schwartz
Johan von Schwartz, ursprungligen Svart, född cirka 1680, död 1708, var en svensk militär och kompositör av folkmusik från Delsbo i Hälsingland.
Han föddes som en fattig soldatson i en stuga vid Norsbron i Delsbo, Hälsingland.
Han var först betjänt men anslöt sig så småningom till armén där han i Karl XII:s tjänst blev kapten vid Arbrå kompani vid Hälsinge regemente där han måtte blivit adlad då efternamnet ändrades till von Schwartz. Han blev skjuten av ryska soldater den 29 september 1708 vid slaget vid Lesna. I slaget tillintetgjordes hela trossregementet under befäl av greve Lewenhaupt, vilken som straff för "visad feghet" läts svälta ihjäl i rysk fångenskap av den svenske kungen.
Det är inte säkert att han var fiolist, men han var i alla fall oboeist inom det militära. De låtar som tillskrivs von Schwarts har starka konstmusikaliska drag - högreståndsdanser i form av polonäser och dylikt - och skiljer sig därmed från mer lokalt präglad folkmusik. Han skall enligt Fredrik Winblad von Walter också ha komponerat bland annat Dellens vågor, Bolleberget, Delsbokölen, Trollet i skäkten och Älvdans på Lillvallen, men detta får dock betraktas som felaktigt eftersom dessa låtar stilmässigt hör till senare hälften av 1700-talet. Inom spelmansrörelsen kring 1900 blev denna stil omåttligt populär och togs upp av storspelmän som Jon-Erik Hall, Jon-Erik Öst och Thore Härdelin d.ä. Dominansen av sådana låtar var tillsammans med gammeldansmusiken nära att konkurrera ut äldre folkmusik både i Hälsingland och på många andra håll.